# Dylan Marcellini
Dylan Marcellini (Walnut Creek, 29 settembre 2002) è uno sciatore freestyle statunitense.

## Palmarès

### Coppa del Mondo
- Miglior piazzamento nella Coppa del Mondo generale di gobbe: 26º e nel 2023
- 1 podio:
  - 1 terzo posto